# WHEREVER YOU ARE
「WHEREVER YOU ARE」（ウエレヴァー・ユー・アー）は、1994年4月28日にリリースされたDREAMS COME TRUEの15枚目のシングル。

## 概要
- 前作「WINTER SONG」に続いて、マキシシングル仕様での発売。
- 本来なら規格品番ESCA-5955はEpic/Sony Recordsの洋楽作品扱いになるが、本作は邦楽扱いに当たる為レンタルCDは発売日から開始されていた[注釈 1]。ただし、オリコンチャートでは洋楽シングルとして扱われている[1]。

## 収録曲
全作詞：吉田美和, Mike Pela / 作曲・編曲：中村正人
1. WHEREVER YOU ARE [4:20]
  - TBS系ドラマ『長男の嫁』主題歌、映画『7月7日、晴れ』挿入歌。
  - バックヴォーカルにアース・ウィンド・アンド・ファイアーのモーリス・ホワイトが参加。
  - 後に7枚目のアルバム『DELICIOUS』に「いつもいつでも〜WHEREVER YOU ARE “DELICIOUS”VERSION〜」として日本語版で収録。
2. SAYONARA〜WORLDWIDE VERSION [5:15]
  - 5枚目のアルバム『The Swinging Star』の「SAYONARA」の英語版。

## 収録アルバム
WHEREVER YOU ARE
- 7月7日、晴れ サウンドトラック (1996年4月1日)